# ケニア・アフリカ民族同盟
ケニア・アフリカ民族同盟 (ケニア・アフリカみんぞくどうめい、Kenya African National Union, KANU) は、ケニアの政党。
1963年の独立からケニアの政治の中心となる政党であった。1982年には法改正により一党独裁体制となるも、冷戦構造の崩壊に伴い1991年には複数政党制を容認した。以後、次第に弱体化し、2002年12月の大統領選で民主党のキバキ候補に敗れたことをきっかけに政権の中枢から外れることとなった。